# Liste der Monuments historiques in Vaudrivillers
Die Liste der Monuments historiques in Vaudrivillers führt die Monuments historiques in der französischen Gemeinde Vaudrivillers auf.

## Liste der Objekte
| Bezeichnung      | Beschreibung                                            | Standort                       | Kennzeichnung | Schutzstatus | Datum | Bild |
| ---------------- | ------------------------------------------------------- | ------------------------------ | ------------- | ------------ | ----- | ---- |
| Prozessionskreuz | Kupfer, Holz, Halbedelsteine, Ende des 14. Jahrhunderts | in der Kirche St-Pierre (Lage) | PM25001384    | Classé       | 1901  |      |